# 1988
Il 1988 (MCMLXXXVIII in numeri romani) è un anno bisestile del XX secolo.

## Eventi
- Sudafrica: Nelson Mandela esce di prigione per essere ricoverato in ospedale. È la sua prima uscita dal 1964.

### Gennaio
- 2 gennaio - Canada e USA firmano il Canada-USA Free Trade Agreement.

### Febbraio
- 13 febbraio – Calgary, Canada: si aprono i XV Giochi olimpici invernali.
- 26 febbraio – Panama: il presidente Delvalle viene deposto dal generale Manuel Noriega.
- 27 febbraio – Si verificano i cosiddetti Pogrom di Sumgait, città dell'Azerbaigian, strettamente collegati alla questione relativa al Nagorno Karabakh, in cui bande di azeri scatenano una "caccia all'uomo" contro la minoranza armena residente nella città.

### Marzo
- 16 marzo – Halabja/Iraq: usando armi chimiche il regime iracheno stermina 5.000 curdi. Nelle giornate successive ne muoiono altre migliaia.
- 18 marzo – Slovenia: nasce la Lega Agricola Slovena, antesignano del Partito Popolare Sloveno.
- 25 marzo – Bratislava: si svolte la protesta delle candele, manifestazione per la libertà religiosa. La polizia arresta 125 persone.
- 26 marzo – Nicaragua: il presidente Daniel Ortega proclama il cessate il fuoco per porre fine alla guerra civile.

### Aprile
- 11 aprile – Los Angeles: il film L'ultimo imperatore diretto da Bernardo Bertolucci si aggiudica 9 Oscar.
- 14 aprile – Napoli: esplode un'autobomba davanti a un circolo per militari USA (5 morti); l'attentatore è Junzo Okudaira, giapponese, noto killer internazionale.
- 16 aprile - Ucciso a Tunisi il vice comandante dell'OLP, Abu Jihad.
- 18 aprile – un'operazione aeronavale della United States Navy nel Golfo Persico (operazione Praying Mantis) porta a pesanti combattimenti tra unità statunitensi e iraniane.
- 20 aprile – viene riconosciuta la libertà di culto religioso in URSS.
- 30 aprile – la Svizzera vince l'Eurovision Song Contest, ospitato a Dublino, Irlanda.

### Maggio
- 8 maggio – Parigi: riconfermato all'Eliseo il leader socialista François Mitterrand.
- 29 maggio - Mosca: incontro tra Ronald Reagan e Michail Gorbačëv per approvare la mozione con la quale vengono soppresse le armi a medio raggio sul territorio europeo.

### Giugno
- 13 giugno – URSS: al Cremlino Mikhail Gorbačëv riceve il segretario di Stato vaticano, il cardinale Agostino Casaroli.
- 25 giugno – Monaco di Baviera: i Paesi Bassi sconfiggono per 2-0 l'Unione Sovietica e vincono il campionato d'Europa per nazioni.
- 27 giugno – Parigi, Gare de Lyon: nell'ora di punta, un treno fuori controllo per un problema ai freni collide con un secondo treno fermo in stazione e carico di pendolari uccidendo 56 persone e ferendone 55.
- 30 giugno – Consacrazioni di Ecône.

### Luglio
- 1º luglio – Mosca: viene approvata la fine del monopolio del PCUS in materia di politica economica, con una svolta verso un'economia meno rigidamente pianificata.
- 3 luglio – Stretto di Hormuz: il volo Iran Air 655 viene abbattuto da un missile terra-aria lanciato dall'incrociatore statunitense USS Vincennes, provocando la morte di tutti i 290 passeggeri, di cui 66 bambini.
- 6 luglio – Mare del Nord: un'esplosione sulla piattaforma petrolifera Piper Alpha e i successivi incendi causano la morte di 165 lavoratori e due soccorritori.
- 13 luglio – Malaysia: a Butterworth il crollo di un ponte del terminal traghetti "Sultano Abdul Halim" provoca 32 morti e 1674 feriti.

### Agosto
- 8 agosto – Birmania: durante la rivolta 8888 vengono uccisi migliaia di manifestanti anti-governativi.
- 11 agosto – Riunione dei vertici della Jihad islamica con la presenza di Osama bin Laden: viene sancita la nascita di Al Qaeda.
- 15 agosto – Vaticano: Papa Giovanni Paolo II pubblica la lettera apostolica Mulieris Dignitatem.
- 17 agosto – Pakistan: il presidente pakistano Muhammad Zia-ul-Haq e l'ambasciatore statunitense Arnold Lewis Raphel sono tra le vittime di un disastro aereo avvenuto nei pressi di Bahawalpur.
- 20 agosto – Entra in vigore il "cessate il fuoco" che metterà fine alla guerra Iran-Iraq.
- 21 agosto – Nepal: un terremoto di magnitudo 6.9 provoca un numero di vittime stimato tra 700 e 1450 e migliaia di feriti.
- 28 agosto  – Ramstein: in un incidente tre aerei delle Frecce Tricolori si scontrano in aria durante un'evoluzione. Uno di questi si abbatte sulla folla; le vittime sono oltre sessanta.

### Settembre
- 17 settembre – Seul: si aprono i giochi della XXIV Olimpiade.

### Ottobre
- 1º ottobre – Mosca: Michail Gorbačëv assume la carica di capo del Soviet Supremo.
- 30 ottobre – Circuito di Suzuka: Ayrton Senna vince il campionato del mondo di Formula 1.

### Novembre
- 9 novembre – Elezioni presidenziali negli Stati Uniti: George H. W. Bush, già vicepresidente nei due mandati di Ronald Reagan, diventa il 41º Presidente.
- 15 novembre – L'Autorità Nazionale Palestinese proclama la nascita dello stato della Palestina.
- 16 novembre - Si svolgono in Pakistan le elezioni con la vittoria di Benazir Bhutto che sarà nominata primo ministro il 2 dicembre.

### Dicembre
- 1º dicembre – introduzione della giornata mondiale contro l'AIDS
  - URSS: Approvata dal Soviet supremo la riforma costituzionale ispirata da Gorbačëv: più potere degli organismi rappresentativi rispetto al partito e diritto di veto sui decreti presidenziali.
- 7 dicembre – Armenia: un violento terremoto causa 30.000 vittime e 400.000 senzatetto.
- 21 dicembre – una bomba fa esplodere in volo un aereo della Pan Am che precipita sulla cittadina di Lockerbie, Scozia: 259 morti sull'aereo e 11 nel villaggio. Stati Uniti e Regno Unito accusano la Libia come responsabile dell'attentato.
- 23 dicembre – Roma: Yasser Arafat, in visita ufficiale a Roma, viene ricevuto dal Papa.

## Nati
Ci sono circa 6 260 voci su persone nate nel 1988; vedi la pagina Nati nel 1988 per un elenco descrittivo o la categoria Nati nel 1988 per un indice alfabetico.

## Morti
Ci sono circa 1 370 voci su persone morte nel 1988; vedi la pagina Morti nel 1988 per un elenco descrittivo o la categoria Morti nel 1988 per un indice alfabetico.

## Calendario
| Calendario 1988 | Calendario 1988 | Calendario 1988 | Calendario 1988 | Calendario 1988 | Calendario 1988 | Calendario 1988 | Calendario 1988 | Calendario 1988 | Calendario 1988 | Calendario 1988 | Calendario 1988 | Calendario 1988 | Calendario 1988 | Calendario 1988 | Calendario 1988 | Calendario 1988 | Calendario 1988 | Calendario 1988 | Calendario 1988 | Calendario 1988 | Calendario 1988 | Calendario 1988 | Calendario 1988 | Calendario 1988 | Calendario 1988 | Calendario 1988 | Calendario 1988 | Calendario 1988 | Calendario 1988 | Calendario 1988 | Calendario 1988 | Calendario 1988 |
| --------------- | --------------- | --------------- | --------------- | --------------- | --------------- | --------------- | --------------- | --------------- | --------------- | --------------- | --------------- | --------------- | --------------- | --------------- | --------------- | --------------- | --------------- | --------------- | --------------- | --------------- | --------------- | --------------- | --------------- | --------------- | --------------- | --------------- | --------------- | --------------- | --------------- | --------------- | --------------- | --------------- |
|                 | 1               | 2               | 3               | 4               | 5               | 6               | 7               | 8               | 9               | 10              | 11              | 12              | 13              | 14              | 15              | 16              | 17              | 18              | 19              | 20              | 21              | 22              | 23              | 24              | 25              | 26              | 27              | 28              | 29              | 30              | 31              |                 |
| Gennaio         | Ve              | Sa              | Do              | Lu              | Ma              | Me              | Gi              | Ve              | Sa              | Do              | Lu              | Ma              | Me              | Gi              | Ve              | Sa              | Do              | Lu              | Ma              | Me              | Gi              | Ve              | Sa              | Do              | Lu              | Ma              | Me              | Gi              | Ve              | Sa              | Do              |                 |
| Febbraio        | Lu              | Ma              | Me              | Gi              | Ve              | Sa              | Do              | Lu              | Ma              | Me              | Gi              | Ve              | Sa              | Do              | Lu              | Ma              | Me              | Gi              | Ve              | Sa              | Do              | Lu              | Ma              | Me              | Gi              | Ve              | Sa              | Do              | Lu              |                 |                 |                 |
| Marzo           | Ma              | Me              | Gi              | Ve              | Sa              | Do              | Lu              | Ma              | Me              | Gi              | Ve              | Sa              | Do              | Lu              | Ma              | Me              | Gi              | Ve              | Sa              | Do              | Lu              | Ma              | Me              | Gi              | Ve              | Sa              | Do              | Lu              | Ma              | Me              | Gi              |                 |
| Aprile          | Ve              | Sa              | Do              | Lu              | Ma              | Me              | Gi              | Ve              | Sa              | Do              | Lu              | Ma              | Me              | Gi              | Ve              | Sa              | Do              | Lu              | Ma              | Me              | Gi              | Ve              | Sa              | Do              | Lu              | Ma              | Me              | Gi              | Ve              | Sa              |                 |                 |
| Maggio          | Do              | Lu              | Ma              | Me              | Gi              | Ve              | Sa              | Do              | Lu              | Ma              | Me              | Gi              | Ve              | Sa              | Do              | Lu              | Ma              | Me              | Gi              | Ve              | Sa              | Do              | Lu              | Ma              | Me              | Gi              | Ve              | Sa              | Do              | Lu              | Ma              |                 |
| Giugno          | Me              | Gi              | Ve              | Sa              | Do              | Lu              | Ma              | Me              | Gi              | Ve              | Sa              | Do              | Lu              | Ma              | Me              | Gi              | Ve              | Sa              | Do              | Lu              | Ma              | Me              | Gi              | Ve              | Sa              | Do              | Lu              | Ma              | Me              | Gi              |                 |                 |
| Luglio          | Ve              | Sa              | Do              | Lu              | Ma              | Me              | Gi              | Ve              | Sa              | Do              | Lu              | Ma              | Me              | Gi              | Ve              | Sa              | Do              | Lu              | Ma              | Me              | Gi              | Ve              | Sa              | Do              | Lu              | Ma              | Me              | Gi              | Ve              | Sa              | Do              |                 |
| Agosto          | Lu              | Ma              | Me              | Gi              | Ve              | Sa              | Do              | Lu              | Ma              | Me              | Gi              | Ve              | Sa              | Do              | Lu              | Ma              | Me              | Gi              | Ve              | Sa              | Do              | Lu              | Ma              | Me              | Gi              | Ve              | Sa              | Do              | Lu              | Ma              | Me              |                 |
| Settembre       | Gi              | Ve              | Sa              | Do              | Lu              | Ma              | Me              | Gi              | Ve              | Sa              | Do              | Lu              | Ma              | Me              | Gi              | Ve              | Sa              | Do              | Lu              | Ma              | Me              | Gi              | Ve              | Sa              | Do              | Lu              | Ma              | Me              | Gi              | Ve              |                 |                 |
| Ottobre         | Sa              | Do              | Lu              | Ma              | Me              | Gi              | Ve              | Sa              | Do              | Lu              | Ma              | Me              | Gi              | Ve              | Sa              | Do              | Lu              | Ma              | Me              | Gi              | Ve              | Sa              | Do              | Lu              | Ma              | Me              | Gi              | Ve              | Sa              | Do              | Lu              |                 |
| Novembre        | Ma              | Me              | Gi              | Ve              | Sa              | Do              | Lu              | Ma              | Me              | Gi              | Ve              | Sa              | Do              | Lu              | Ma              | Me              | Gi              | Ve              | Sa              | Do              | Lu              | Ma              | Me              | Gi              | Ve              | Sa              | Do              | Lu              | Ma              | Me              |                 |                 |
| Dicembre        | Gi              | Ve              | Sa              | Do              | Lu              | Ma              | Me              | Gi              | Ve              | Sa              | Do              | Lu              | Ma              | Me              | Gi              | Ve              | Sa              | Do              | Lu              | Ma              | Me              | Gi              | Ve              | Sa              | Do              | Lu              | Ma              | Me              | Gi              | Ve              | Sa              |                 |

## Premi Nobel
- per la Pace: Forze di peace-keeping delle Nazioni Unite
- per la Letteratura: Naguib Mahfouz
- per la Medicina: James W. Black, Gertrude Elion, George H. Hitchings
- per la Fisica: Leon Max Lederman, Melvin Schwartz, Jack Steinberger
- per la Chimica: Johann Deisenhofer, Robert Huber, Hartmut Michel
- per l'Economia: Maurice Allais